# MicroEMACS
MicroEMACS — это небольшой, переносимый, Emacs-подобный текстовый редактор, первоначально написанный Дэйвом Конроем в 1985 году, и в дальнейшем разрабатываемый и поддерживаемый Дэниелом Лоуренсом (1958—2010). MicroEMACS был портирован на многие операционные системы, в том числе MS-DOS, Microsoft Windows, VAX/VMS, OS/2, AmigaOS и различные UNIX-подобные операционные системы.
Также существуют варианты MicroEMACS, такие как MicroGNUEmacs (позднее переименованный в mg), более GNU Emacs-совместимый редактор. Многие отсылки к vi также можно найти в MicroEMACS. Vile, клон vi, был основан на старой версии MicroEMACS.
Линус Торвальдс использует собственную версию uEmacs/PK (недоступная ссылка) 4.0.15. Эта версия была адаптирована Петри Кутвоненом из MicroEMACS 3.9e.